# マツダ・T
マツダ・T,マツダ・Tシリーズとは、以下を示す。
- 3輪自動車
  - 東洋工業（現マツダ）が、1957年（昭和32年）から生産及び販売していた小型3輪トラック（オート3輪）である。
  - マツダTシリーズの中では、大きさ毎にT600/T1100/T1500/T2000と、バリエーションが豊富な車輌でもある。